# Tenería Moderna Franco-Española
La Tenería Moderna Franco-Española (TMFE) és una obra noucentista de Mollet del Vallès (Vallès Oriental) inclosa a l'Inventari del Patrimoni Arquitectònic de Catalunya.

## Descripció
Edifici industrial. Consta de planta baixa i pis. La coberta és a quatre vessants. És de planta rectangular i d'una sola nau. S'aixeca davant de la via fèrria.

## Història
Fou un una de les empreses que marcà la vida industrial molletana. "La Palleira", oficialment denominada la "Teneria Moderna Franco-Española, S.A", fou instal·lada el 1911 per industrials francesos. Dissenyada per l'arquitecte Josep Maria Jordan i Poyatos l'any 1914, fou bastida l'any 1919 pel mestre d'obres Sebastià Mayol. Les instal·lacions quedaren afectades pel pas de l'autopista a La Jonquera.